# Готов на всичко
„Готов на всичко“ (на английски: I'll Do Anything) е американска трагикомедия от 1994 г. по сценарий и режисура на Джеймс Брукс, с участието на Ник Нолти, Албърт Брукс, Джули Кавнър, Джоли Ричардсън, Трейси Улман и Уитни Райт. Музиката е композирана от Ханс Цимер. Премиерата на филма е на 4 февруари 1994 г. от „Кълъмбия Пикчърс“ и е продуциран от „Грейси Филмс“.